# Provincia de El Oued
El Oued (en árabe:  ولاية الوادي) es un vilayato de Argelia, donde se ubica el valle Oued Souf. Su nombre literalmente significa "el valle" o "el río".
Comunidades notorias son: El Oued (capital), Guémar, Debila, y Robbah.

## Municipios con población de abril de 2008
- Bayadha 32,926
- Beni Guecha 2,513
- Debila 25,158
- Djamaa 50,916
- Douar El Ma 5,543
- Kohmaetemmee 49,793
- El Ogla 6,102
- El Oued 134,699
- Guemar 39,168
- Hamraia 5,172
- Hassani Abdelkrim 22,755
- Hassi Khalifa 31,784
- Kouinine 10,076
- Magrane 24,577
- Mih Ouansa 15,593
- M'Rara 7,999
- Nakhla 12,652
- Oued El Alenda 6,830
- Oum Touyour 11,069
- Ourmas 5,900
- Reguiba 40,367
- Robbah 21,965
- Sidi Amrane 21,772
- Sidi Aoun 12,235
- Sidi Khellil 6,547
- Still 4,978
- Taghzout 13,934
- Taleb Larbi 7,074
- Tendla 9,193
- Trifaoui 8,257